# Cantone di La Côte Salanquaise
Il cantone di La Côte Salanquaise è una divisione amministrativa dell'Arrondissement di Céret e dell'Arrondissement di Perpignan.
È stato costituito a seguito della riforma approvata con decreto del 26 febbraio 2014, che ha avuto attuazione dopo le elezioni dipartimentali del 2015.

## Composizione
Comprende i 6 comuni di:
- Le Barcarès
- Claira
- Pia
- Saint-Hippolyte
- Saint-Laurent-de-la-Salanque
- Torreilles